# Comuna Kolodrubî, Mîkolaiiv
Kolodrubî (în ucraineană Колодруби) este o comună în raionul Mîkolaiiv, regiunea Liov, Ucraina, formată din satele Kolodrubî (reședința) și Poverhiv.

## Demografie
Componența lingvistică a comunei Kolodrubî
     Ucraineană (99,53%)
     Alte limbi (0,46%)
Conform recensământului din 2001, majoritatea populației comunei Kolodrubî era vorbitoare de ucraineană (99,53%), existând în minoritate și vorbitori de alte limbi.